# ستيفاني كين
ستيفاني كين (بالإنجليزية: Stephanie Cain)‏ هي لاعبة كرة قدم أسترالية أسترالية، ولدت في 4 يونيو 1996.

## وصلات خارجية
- ستيفاني كين على موقع AustralianFootball.com (الإنجليزية)